# سجل الأب المفترض
في الولايات المتحدة الأمريكية، يُعد سجل الأب المفترض خيارًا قانونيًا على مستوى الدولة للرجال غير المتزوجين، لتوثيق أي علاقة مع امرأة خلال كاتب عدل لغرض الاحتفاظ بحقوق الوالدين لأي طفل قد يكون هو الأب البيولوجي.
في الولايات المتحدة، يتم إخطار الآباء المفترضين عندما تُرفع دعاوى إنهاء حقوقهم الأبوية كجزء من إجراءات التبني لطفل قد يكونون قد أنجبوه وسجلوه.  لا يُخطر الآباء غير المتزوجين إشعارًا بالتبني أو أي حقوق في الطعن في قرار الأم، كما أنهم لا يضمنون القدرة على تبني الطفل أو رعايته. يتم إخطار الأب، ومنحه الحق في المثول أمام المحكمة للإدلاء بشهادته حول مصالح الطفل الفضلى، عندما يكون قد سجل في الوقت المناسب.  يضمن تسجيل الأبوة بشكل قانوني في الوقت المناسب الأشعار، وفرصة الاستماع إلى الأقوال، وقد يمنح حقوق الموافقة أو حجب الموافقة عن التبني. الدعم ما قبل الولادة للأم والجنين يضمن الاعتراف بحقوق الوالدين في 34 ولاية. 
لا يوجد قانون اتحادي ينظم سجلات الأب المزعوم.  من بين جميع الدول الموقعة، الولايات المتحدة هي الوحيدة التي ترفض التصديق على اتفاقية حقوق الطفل ولا يتم تنظيم السجلات بموجب ميثاق الأمم المتحدة. يوجد حاليا 33 ولاية في الولايات المتحدة تعمل بنظام سجل الأب المفترض. عدد الأطفال الذين تم تبنيهم دون موافقة أو إخطار الأب البيولوجي بموجب نظام التسجيل الذي بدأ في السبعينيات من القرن العشرين غير معروف.
تهدف سجلات الأب المفترض إلى حماية الأب غير المتزوج من الغش عن طريق تزويده بإشعار قانوني بتبني طفل مخطط له، شريطة أن يسجل في غضون فترة زمنية محدودة، وعادة ما يكون ذلك في أي وقت قبل الولادة أو من 1 إلى 31 يومًا بعد الولادة. عدم معرفة الحمل أو الولادة ليس سببًا مقبولًا لعدم التقديم؛ إذا تم التدليس من قبل الأم قد يؤدي ذلك إلى تمديد الوقت الممنوح للتسجيل.
تفرض بعض الولايات على الأب المفترض أن يقدم ملفًا إلى عدة ولايات، الولاية التي قد يكون الحمل تم فيها، ولاية الإقامة (إذا كانت مختلفة) والولايات التي من المحتمل أن تزورها الأنثى،  أو تنتقل إليها بعد تاريخ الحمل المحتمل.  
لكي يكون التسجيل ساري المفعول، يجب موافقة الوالد أو ولي الأمر في إحدى الولايات على الأقل، في حال كان مقدم طلب تسجيل الأب المفترض قاصرًا.
17 ولاية (ألاسكا، كاليفورنيا، كولورادو، كونيتيكت، هاواي، كنتاكي، مين، ميريلاند، ميسيسيبي، نيفادا، نيو جيرسي، نورث كارولينا، نورث داكوتا، رود آيلاند، داكوتا الجنوبية، واشنطن، فرجينيا الغربية)، ومقاطعات مثل كولومبيا وغوام وجزر ماريانا الشمالية وبورتوريكو وجزر فيرجن، لا تملك نظام سجلات الأب المفترض. 